# 滨海法尔科纳拉
滨海法尔科纳拉（義大利語：Falconara Marittima）是意大利安科纳省的一个市镇。总面积25.46平方公里，人口27744人，人口密度1089.7人/平方公里（2009年）。ISTAT代码为042018。